# Monteze Latimore
Monteze Latimore (Saint Louis, 20 maggio 1994) è un giocatore di football americano statunitense, che gioca come defensive back per gli Schwäbisch Hall Unicorns.